# Comité consultatif de la recherche scientifique et technique
Le Comité consultatif de la recherche scientifique et technique est un comité scientifique français créé le 29 novembre 1958 en remplacement du Conseil supérieur de la recherche scientifique dirigé alors par Henri Longchambon. Il est à l'origine de la Délégation générale à la recherche scientifique et technique.

## Histoire
Le CCRST rend en mars 1965 un rapport, sous la présidence de l'économiste Jean Saint-Geours, qui place "au cœur des discussions" la "décentralisation des laboratoires" et le "lien entre recherche et industrie", ce qui amène l’idée début février 1966 d’un Institut de recherche en informatique et en automatique, qui soit ouvert sur l’extérieur et puisse "largement sous-traiter ses recherches à l’extérieur", avec "une souplesse administrative" lui permettant de recruter dans l'industrie des polytechniciens et des normaliens", consultation qui donnera naissance deux ans après à l'nria,  via le Plan Calcul, qui est ensuite rebaptisé Inria.